# Daytona Beach, Florida
Daytona Beach är en ort i Volusia County i Florida i USA. Enligt 2020 års folkräkning hade staden en befolkning på 72 647 invånare Daytona är en känd semesterort. 
Daytona är även känd bland motorsportentusiaster. 
Den 15 februari 1948 kördes den allra första Nascar-tävlingen på stranden i Daytona. 
Sedan 1959 körs tävlingen Daytona 500 på Daytona International Speedway.
Ett annat stort motorsportarrangemang är det årligen återkommande Daytona Bike Week, som har omkring 500 000 besökare under tio dagar.